# Fésű-hegy
A Fésű-hegy, más néven Kopasz-hegy egy 377 méteres magaslat a Pilis Komárom-Esztergom vármegyei részén, Piliscsév területén, alig néhány száz méterre nyugatra a megyehatártól. A pilisi hegylánc fő tömegétől délre elhelyezkedő, attól jól elkülönülő, a Nagy-Kopasz, a Szirtes-tető és a Zajnát-hegyek által alkotott hegytömb legészakibb csúcsa; északi szomszédja, a Csévi-barlangot is magában foglaló Basa-hegy már inkább a Pilis hegyhez kapcsolódik, mint annak déli előhegye.
A környékén húzódó számos jelzetlen és néhány jelzett turistaút közül egy piros és egy sárga jelzés halad el a hegycsúcs közelében, előbbi a 10-es út mellett álló Kopár Csárdától vezet Pilisszántón és a Dobogó-kőn át Dömösig, utóbbi Pilisvörösvár központjától, az Őr-hegy és a Zajnát-hegyek érintésével Klastrompusztán és Pilisszentléleken keresztül Esztergomig.

## Képgaléria

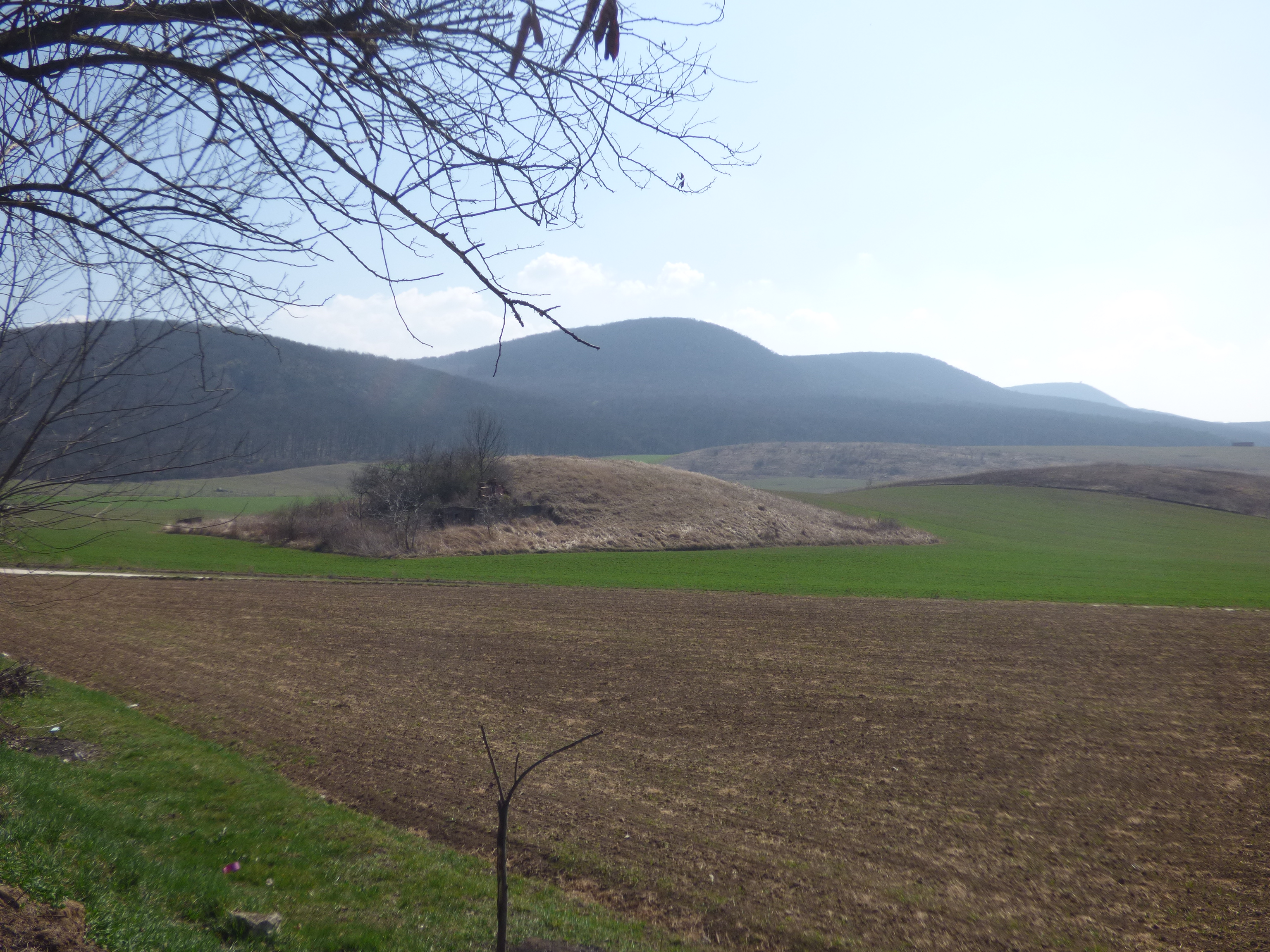
A Fésű-hegy, a Bárány-hegy, a Szirtes-tető és a Nagy-Kopasz a piliscsévi pincesortól nézve